# 霍洛維爾 (紐約州)
霍洛維爾（英語：Hollowville）是位於美國紐約州哥倫比亞縣的非建制地區。

## 歷史
霍洛維爾的郵局自1865年營運至今。

## 地理
霍洛維爾所處的海拔為高於海平面99米（即325英呎），而該地所採用的時區為UTC-5，即北美东部时区（EST）。同時該地設有夏令時間，為UTC-5調快一小時，即UTC-4（EDT）。